# 傑維亞托湖
56°07′35″N 31°17′47″E / 56.12639°N 31.29639°E
傑維亞托湖（俄语：Девято），是俄羅斯的湖泊，位於該國西北部，由普斯科夫州負責管轄，處於庫尼亞區，面積1.2平方公里，集水區面積14.2平方公里，平均水深1.3米，最大水深2米。